# Торре-Аннунциата
Торре-Аннунциата (итал. Torre Annunziata, неап. Torre Nunziata) — город в Италии, южный пригород Неаполя. Расположен на берегу Неаполитанского залива, у подножия Везувия, на месте древнего Оплонта. Город считается одним из центров каморры. Местные жители говорят на торрезском диалекте неаполитанского языка.
Население составляет 40 153 человек (2023), плотность населения составляет 6960 чел./км². Занимает площадь 7 км². Почтовый индекс — 80058. Телефонный код — 081. 
Покровительницей коммуны почитается Пресвятая Богородица, празднование 5 августа. Также 25 марта особо празднуется Благовещение Пресвятой Богородицы. Праздник также ежегодно празднуется 22 октября.
Существовавшее на этом месте в древности поселение было разрушено извержением Везувия вместе с близлежащими Помпеями и Геркуланумом в 79 г н. э. В 1970-е гг. археологами была вскрыта прекрасно сохранившаяся загородная резиденция императрицы Поппеи Сабины — вилла Поппеи, а также вилла Луция Крассия Терция. Эти памятники входят в число объектов Всемирного наследия. В 1631 г. Торре-Аннунциата вновь была уничтожена Везувием.